# Čertižné
Čertižné (bis 1927 slowakisch „Čertiažne“; russinisch Чертiжне/Tschertischne; ungarisch Nagycsertész – bis 1907 Csertész) ist eine Gemeinde im äußersten Osten der Slowakei mit 251 Einwohnern (Stand 31. Dezember 2024) und gehört zum Okres Medzilaborce, einem Kreis des Prešovský kraj.

## Geographie

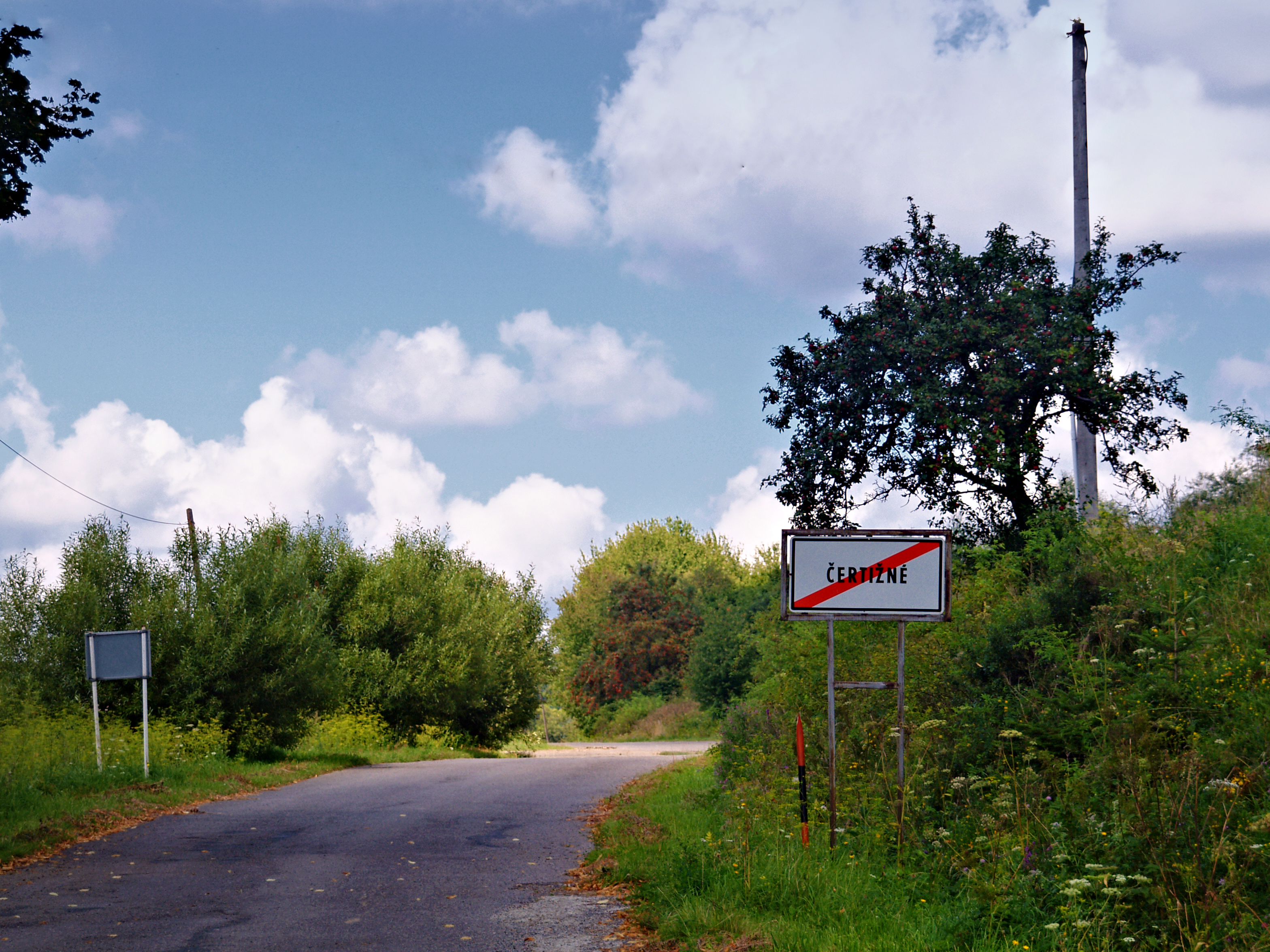
Ortsschild von Čertižné

Die Gemeinde befindet sich in den Niederen Beskiden nahe der Grenze zu Polen am Zusammenfluss mehrerer kleiner Bäche, die den Quellbereich des Laborec ausmachen. Über den nicht befahrbaren Sattel Čertiažské sedlo am Karpatenhauptkamm besteht eine Verbindung Richtung Polen. Das Ortszentrum liegt auf einer Höhe von 259 m n.m. und ist elf Kilometer von Medzilaborce entfernt.
Nachbargemeinden sind Habura im Südosten, Vladiča im Westen und Jaśliska (PL) im Norden.

## Geschichte

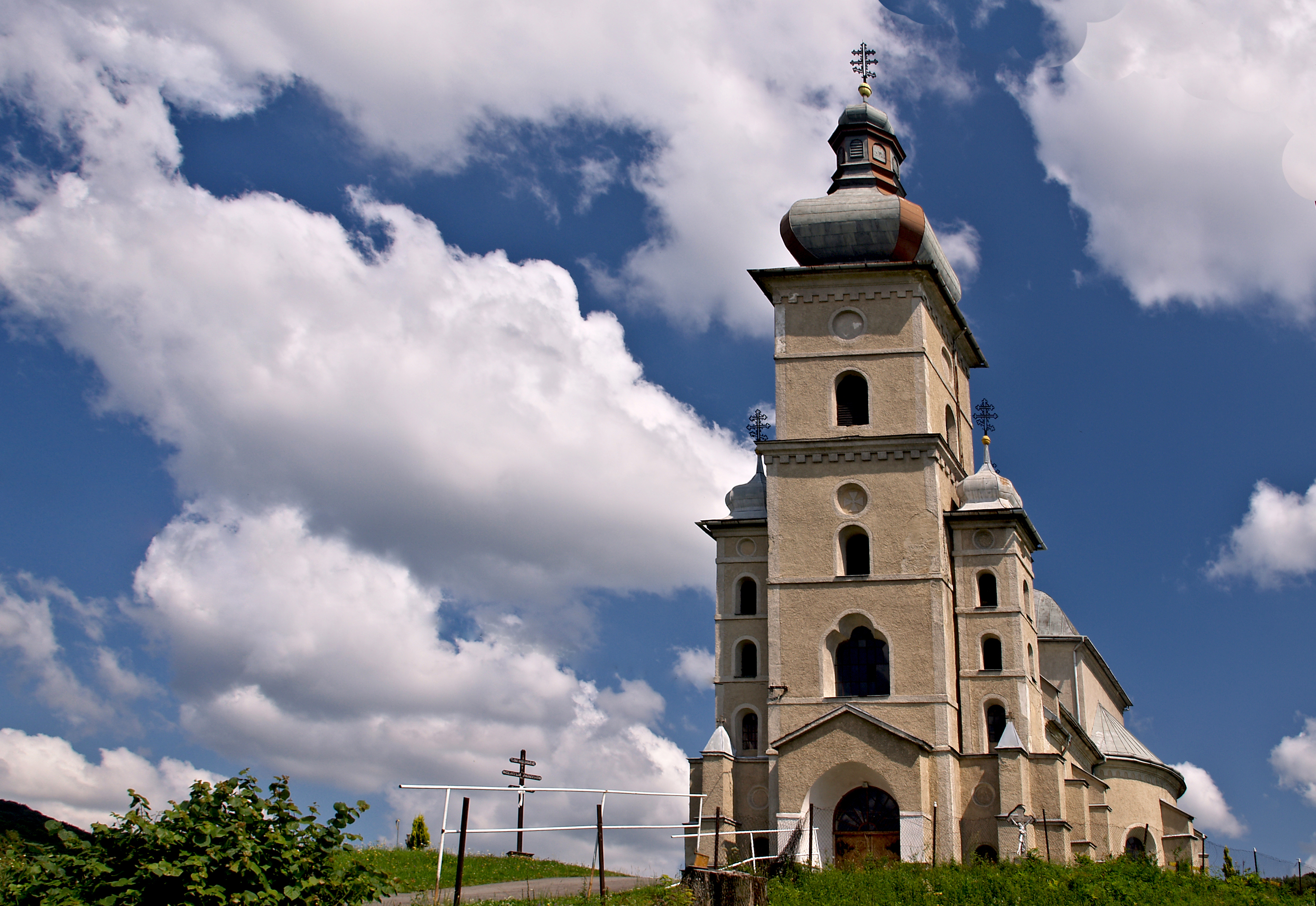
Griechisch-katholische Kirche

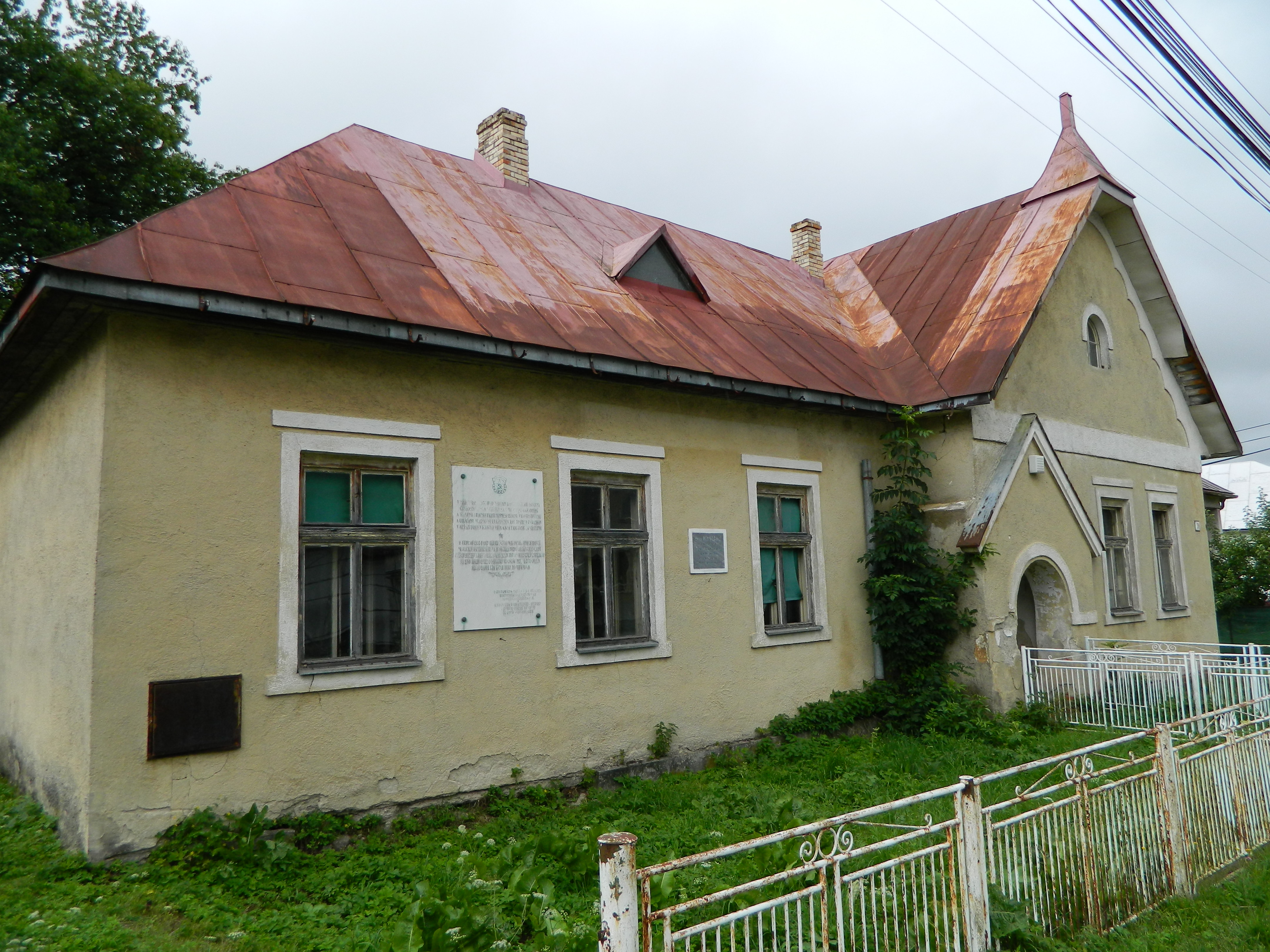
Gedenkhaus an den Aufstand von Čertižné und Habura

Čertižné wurde zum ersten Mal 1431 als Cherthws schriftlich erwähnt. Es gehörte jahrelang zum Herrschaftsgut Humenné und somit auch dem Geschlecht Drugeth, im 17. Jahrhundert kam es zum Geschlecht Csáky, im 18. Jahrhundert Szirmay und nach 1863 Dobrzanski. 1715 gab es hier eine Mühle und 22 Haushalte, 1828 zählte man 103 Häuser und 775 Einwohner, die in den dichten Wäldern sowie als Köhler arbeiteten. Im letzten Jahrzehnt des 19. Jahrhunderts wanderten viele Einwohner aus, 1914–1915 wurde das ganze Dorf während einer Offensive russischer Truppen zerstört.
Bis 1918 gehörte der im Komitat Semplin gelegene Ort zum Königreich Ungarn und kam danach zur Tschechoslowakei beziehungsweise heute Slowakei. Zusammen mit dem Nachbarort Habura war Čertižné Standort eines bäuerlichen Aufstands gegen versuchte Pfändungen. Im Zweiten Weltkrieg fanden Partisanen Unterstützung durch die örtliche Bevölkerung; am 8. Oktober 1944 wurde das Dorf durch Truppen der 4. Ukrainischen Front von der Wehrmacht befreit.

## Bevölkerung
| Jahr                | 1994 | 2004     | 2014     | 2024     |
| ------------------- | ---- | -------- | -------- | -------- |
| Anzahl der Personen | 484  | 408      | 346      | 304      |
| Unterschied         |      | −15,70 % | −15,19 % | −12,13 % |

| Jahr                | 2023 | 2024 |
| ------------------- | ---- | ---- |
| Anzahl der Personen | 304  | 304  |
| Unterschied         |      | +0 % |

Gemäß der Volkszählung 2011 wohnten in Čertižné 375 Einwohner, davon 240 Russinen, 113 Slowaken, sechs Ukrainer sowie jeweils drei Magyaren und Tschechen. Zehn Einwohner machten diesbezüglich keine Angabe. 286 Einwohner bekannten sich zur griechisch-katholischen Kirche, 26 Einwohner zur orthodoxen Kirche, 21 Einwohner zur römisch-katholischen Kirche, vier Einwohner zu den Zeugen Jehovas und drei Einwohner zur evangelischen Kirche A. B.; ein Einwohner bekannte sich zu einer anderen Konfession. 22 Einwohner waren konfessionslos und bei 12 Einwohnern wurde die Konfession nicht ermittelt.

## Sehenswürdigkeiten
- griechisch-katholische Kirche
- Gedenkhaus an den Aufstand von Čertižné und Habura
- Grabmal von Adolf Dobrjanský